# Louche de verrier
Pour les articles homonymes, voir louche (homonymie).
La louche de verrier est un outil professionnel utilisé dans le travail du verre artisanal. Elle sert essentiellement à prélever une quantité importante de verre en fusion dans le four à pot, soit pour la couler dans un moule (moulage au sable), soit pour vider le  creuset à la fin d'une session de soufflage ou de fusion.

## Description
La louche de verrier est un instrument permettant de :
- cueillir du verre en fusion directement dans le four dit « four à pot », à l’aide d’un long manche métallique ;
- transférer une quantité significative de matière vitreuse en fusion pour un moulage ou pour vider le creuset.

Cette définition est reprise et confirmée dans l’article consacré au métier de verrier.

## Usage
Le verrier utilise la louche pour prélever le verre encore liquide afin de :
- l’utiliser dans des procédés de moulage, comme le moulage au sable ;
- vider le pot (four) en fin de production, nettoyant ainsi l'ouvrage pour la session suivante.

## Contexte professionnel
L'outil s’inscrit dans le panel des équipements de verrerie artisanale comme une canne de verrier ou un pontil.
Ces outils permettent de réaliser les gestes traditionnels du soufflage et du façonnage du verre, techniques très anciennes perpétuées jusqu’à aujourd’hui.

## Précisions
- La louche de verrier ne doit pas être confondue avec la louche de cuisine, bien que le nom soit identique en français.
- Le terme désigne spécifiquement un outil utilisé par les verriers professionnels, et non un ustensile de cuisine ou de laboratoire.